# US Airways Magazine
US Airways Magazine est un magazine inflight mensuel édité par la compagnie aérienne américaine US Airways pour être distribué gratuitement à bord de ses avions de ligne pendant leurs vols passagers.